# Parapocryptes serperaster
A Parapocryptes serperaster a csontos halak (Osteichthyes) főosztályának a sugarasúszójú halak (Actinopterygii) osztályába, ezen belül a sügéralakúak (Perciformes) rendjébe, a gébfélék (Gobiidae) családjába és az iszapugró gébek (Oxudercinae) alcsaládjába tartozó faj.
A Parapocryptes halnem típusfaja.

## Előfordulása
A Parapocryptes serperaster előfordulási területe az Indiai-óceán és a Csendes-óceán nyugati részének az ázsiai partjain van. A következő országokban és régiókban lelhető fel: India, Indokína, Indonézia, Kína és Malajzia. Újabban Mianmarban és a Mekong deltájában is felfedezték.

## Megjelenése
Ez a halfaj legfeljebb 23 centiméter hosszú. A hátúszóján 25-28, a farok alatti úszóján 25-29 sugár van. A farokúszója nem annyira hosszú, mint a rokonáé. Egy hosszanti sorban 62-81 pikkely van. A tarkója tájékán 23-38 pikkely ül. A testszíne zöldessárga; az oldalvonala tájékán 5 nagy, tojás alakú, barna folt látható. A hátán nyeregszerűen szintén 5 sötétbarna folt ül. A farokúszó szürke sárga szegéllyel. A mellúszók tövén apró vörös pontok vannak. A hasúszók sárgák. A rokon Parapocryptes rictuosustól eltérően a szájpadlásán és a nyelvén nincs fekete foltozás; továbbá a tarkója elülső részén csak egy nagy pórus látható.

## Életmódja
Trópusi halfaj, amely egyaránt megtalálható a sós- és brakkvízben is; a víz alá is lemerül. A levegőből veszi ki az oxigént. A 25 Celsius-fokos vízhőmérsékletet kedveli. Az iszapos területeken érzi jól magát, ahol veszély esetén az üregébe húzódik vissza. Főleg az öblök és folyótorkolatok térségét választja élőhelyül; de a Mekong deltájában az édesvízben is fellelhető.

## Felhasználása
A Parapocryptes serperasternak nincs halászati értéke; de ha egyéb halakkal együtt a halászhálókba kerül, akkor a halász kiviszi a halpiacra.